# Lei Chun
Lei Chun (chiń. upr. 雷纯; pinyin Léi Chún; ur. 9 stycznia 1993) – chińska zapaśniczka walcząca w stylu wolnym. Zajęła dwunaste miejsce na mistrzostwach świata w 2014. Mistrzyni Azji w 2018 i trzecia w 2024. Trzecia w Pucharze Świata w 2019 roku.